# Region Bono Wschodnie
Bono Wschodnie – jeden z szesnastu regionów Ghany, wydzielony w 2018 roku z Regionu Brong-Ahafo. Według spisu z 2021 roku liczy ponad 1,2 mln mieszkańców. Stolicą regionu jest Techiman. Inne większe miasta, to: Kintambo, Atebubu i Yeji.

## Geografia
Graniczy od północy z Regionem Savannah, od zachodu z Regionem Bono, od południa z Regionem Aszanti i od wschodu z jeziorem Wolta.
W południowo-wschodniej części nad Jeziorem Wolta znajduje się Park Narodowy Digya.

### Podział administracyjny
W jego skład wchodzi 11 dystryktów:
- Okręg miejski Atebubu-Amantin
- Okręg miejski Kintampo
- Dystrykt Kintampo South
- Dystrykt Nkoranza North
- Okręg miejski Nkoranza South
- Dystrykt Pru East
- Dystrykt Pru West
- Dystrykt Sene East
- Dystrykt Sene West
- Dystrykt Techiman North
- Okręg miejski Techiman

## Demografia
Według spisu w 2021 roku region zamieszkany jest głównie przez ludy Akan (34,5%), Mole-Dagbani (21,5%), Gurma (15,6%), Guan (9,4%), Grusi (6,4%), Ewe (4,9%) i Mande (4,3%). 

### Religia
Struktura religijna w 2021 roku według Spisu Powszechnego:
- protestanci – 38%,
- muzułmanie – 24,1%,
- katolicy – 14,2%,
- pozostali chrześcijanie – 10,5%,
- religie etniczne – 3,8%,
- brak religii – 1,9%,
- inne religie – 7,5%.